# Xiping Hu
Xiping Hu  (chinesisch 西平湖) ist ein See an der Ingrid-Christensen-Küste des ostantarktischen Prinzessin-Elisabeth-Lands. Auf der Priddy Promontory, einem Seitenarm der Halbinsel Stornes in den Larsemann Hills, liegt er nordwestlich des Xili Hu.
Chinesische Wissenschaftler benannten ihn 1993 im Zuge von Vermessungs- und Kartierungsarbeiten.